# Římskokatolická farnost Lašovice
Římskokatolická farnost Lašovice (latinsky Laschovicium) je územní společenství římských katolíků v Lašovicích a okolí. Organizačně spadá do vikariátu Písek, který je jedním z deseti vikariátů českobudějovické diecéze.

## Historie farnosti
Zdejší plebánie existovala již v roce 1365, po husitských válkách patřily Lašovice ke starosedlské farnosti a roku 1786 byla obnovena samostatná farnost. Matriky jsou vedeny od roku 1784.

## Kostely a kaple na území farnosti
| Kostel (kaple)                 | Místo           | Bohoslužby | Bohoslužby | Poznámka        |
| ------------------------------ | --------------- | ---------- | ---------- | --------------- |
| kostel Navštívení Panny Marie  | Lašovice        | neděle     | 11.00      | farní kostel    |
| kostel Navštívení Panny Marie  | Lašovice        | pátek      | 17.00      | farní kostel    |
| kostel Nanebevzetí Panny Marie | Milešov         |            |            | filiální kostel |
| kaple sv. Václava              | Chrást          |            |            |                 |
| kaple                          | Klenovice       |            |            |                 |
| kaple                          | Kosobudy        |            |            |                 |
| kaple                          | Koubalova Lhota |            |            |                 |
| kaple                          | Milešov         |            |            |                 |
| kaple                          | Mokřice         |            |            |                 |
| kaple                          | Přední Chlum    |            |            |                 |
| kaple                          | Zadní Chlum     |            |            |                 |
| kaple Panny Marie              | Zahořany        |            |            |                 |
| kaple                          | Zlučín          |            |            |                 |
| kaple                          | Žebrákov        |            |            |                 |

## Ustanovení ve farnosti
Administrátorem excurrendo je Jindřich Jan Nepomuk Löffelmann OPraem, farní vikář milevské farnosti. Působí zde také dva trvalý jáhen Bc. Jiří Kabíček z Nové Vsi.